# حوذان
الحَوْذَان أو الصُفَيْر أو كف السبع (باللاتينية: Ranunculus) جنس نباتي ينتمي إلى الفصيلة الحوذانية. يضم حوالي 600 نوع. معظم أنواعه معمر وبعضها حولي. منها البرية والزراعية والتزينية والمنقعية والمائية والسامة والطبية. أزهارها مختلفة الألوان يكثر فيها الأبيض.

## من أنواعهالواطنةفيالوطن العربي
- الحوذان الأرجواني (باللاتينية: Ranunculus muricatus) في بلاد الشام
- الحوذان الإسطنبولي (باللاتينية: Ranunculus constantinopolitanus) في بلاد الشام وتركيا واليونان
- الحوذان الإسفيني (باللاتينية: Ranunculus cuneatus) في بلاد الشام
- الحوذان الآسيوي (باللاتينية: Ranunculus asiaticus) في بلاد الشام وآسيا
- الحوذان أصفر الأوراق (باللاتينية: Ranunculus calthifolius) في بلاد الشام وتركيا واليونان
- الحوذان الألفي الأوراق (باللاتينية: Ranunculus millefoliatus) في بلاد الشام
- الحوذان أليف الثلج (باللاتينية: Ranunculus chionophilus) في بلاد الشام وتركيا واليونان
- الحوذان التيني (باللاتينية: Ranunculus ficaria) في بلاد الشام وتركيا واليونان
- الحوذان الحَريري (باللاتينية: Ranunculus sericius) في بلاد الشام
- الحوذان الحَقلي (باللاتينية: Ranunculus arvensis) في بلاد الشام
- الحوذان خشن الثمار (باللاتينية: Ranunculus trachycarpus) في بلاد الشام وتركيا واليونان
- الحوذان خيطي الأوراق (باللاتينية: Ranunculus trichophylius) في بلاد الشام وتركيا واليونان
- الحوذان الخيوسي (باللاتينية: Ranunculus chius) في بلاد الشام وتركيا واليونان
- الحوذان الدمس (باللاتينية: Ranunculus demissus) في بلاد الشام
- الحوذان الشبرونرياني (باللاتينية: Ranunculus sprunerianus) في بلاد الشام وتركيا واليونان
- الحوذان الشفاينفورتي (باللاتينية: Ranunculus schweinfurthii) في بلاد الشام
- الحوذان طرفي الأزهار (باللاتينية: Ranunculus lateriflorus) في بلاد الشام
- الحوذان العائم (باللاتينية: Ranunculus fluitans) في المغرب العربي وغرب أوروبا
- الحوذان عديد الأوراق (باللاتينية: Ranunculus myriophyllus) في بلاد الشام وتركيا واليونان
- الحوذان الكاسيوسي (باللاتينية: Ranunculus cassius) في بلاد الشام وتركيا واليونان
- الحوذان مجنح الثمار (باللاتينية: Ranunculus lomatocarpus) في بلاد الشام وتركيا واليونان
- الحوذان مدبب البذور (باللاتينية: Ranunculus oxyspermus) في بلاد الشام وتركيا واليونان
- الحوذان المروحي (باللاتينية: Ranunculus flabellatus) في بلاد الشام وتركيا واليونان
- الحوذان مصقول الأوراق (باللاتينية: Ranunculus ophioglossifolius) في بلاد الشام
- الحوذان المقدسي (باللاتينية: Ranunculus hierosolymitanus) في بلاد الشام
- الحوذان المؤابي (باللاتينية: Ranunculus pauli-jordani) في بلاد الشام
- حوذان نابولي (باللاتينية: Ranunculus neapolitanus) في بلاد الشام وتركيا واليونان
- حوذان معترش

## من أنواعه غير الموجودة في الوطن العربي
- الحوذان الأمرد (باللاتينية: Ranunculus glaberrimus)
- الحوذان البصيلي (باللاتينية: Ranunculus bulbosus)
- الحوذان الجليدي (باللاتينية: Ranunculus glacialis)
- الحوذان الحَقلي (باللاتينية: Ranunculus arvensis)
- الحوذان الحَوري (باللاتينية: Ranunculus populago)
- الحوذان الزاحف (باللاتينية: Ranunculus repens)
- الحوذان السرديني (باللاتينية: Ranunculus sardous)
- الحوذان الصغير الزهرة (باللاتينية: Ranunculus parviflorus)
- الحوذان الصفيف (باللاتينية: Ranunculus peltatus)
- الحوذان الغربي (باللاتينية: Ranunculus occidentalis)
- الحوذان القزم (باللاتينية: Ranunculus pygmaeus)
- الحوذان الكاليفورني (باللاتينية: Ranunculus californicus)
- الحوذان المائي (باللاتينية: Ranunculus aquatilis)
- الحوذان المنحني (باللاتينية: Ranunculus recurvatus) في الولايات المتحدة
- الحوذان الحريف (باللاتينية: Ranunculus acer)